# Alen Avdić
Alen Avdić (* 3. April 1977 in Sarajevo) ist ein ehemaliger bosnisch-herzegowinischer Fußballspieler.

## Karriere

### Verein
Avdić begann seine Karriere bei FK Sarajevo, wo er von 1995 bis 1998 spielte. Danach spielte er bei Sakaryaspor, Cercle Brügge, Chemnitzer FC, Suwon Samsung Bluewings, Avispa Fukuoka, Liaoning Hongyun, Saba Qom und Bargh Schiras. 2011 beendete er seine Spielerkarriere.

### Nationalmannschaft
Im Jahr 1999 debütierte Avdić für die bosnisch-herzegowinische Fußballnationalmannschaft. Er hat insgesamt drei Länderspiele für Bosnien und Herzegowina bestritten.